# Porta Angélica
Porta Angélica (em latim: Porta Angelica) era um antigo portão na Muralha Leonina no rione Borgo de Roma, Itália. Ela ficava na esquina da moderna Viale dei Bastioni di Michelangelo, Piazza Risorgimento e Via di Porta Angelica, onde está um brasão do papa Pio IX atualmente.

## História
Construído antes de 1563 pelo papa Pio IV com uma abossadura simples e elegante, era a principal rota de acesso para os peregrinos chegando em Roma pela Via Cássia ou a Via Flamínia.
O nome "Angélica" é uma referência ao nome de batismo do papa que a construiu, Giovanni Angelo Medici, que gostava de ser lembrado não apenas através de inscrições, mas pelo nome dos monumentos que construiu (a Porta Pia também foi dedicada a ele).
Alguns restos do portão ainda são visíveis incorporados na parede ao longo da Viale dei Bastioni di Michelangelo: uma inscrição linear, "ANGELIS SVIS MANDAVIT DE TE VT CVSTODIANT TE IN OMNIBVS VIIS TVIS" ("Ele enviou seus anjos a você para que eles cuidassem de ti em seu caminho"), o brasão de Pio IV (sem as esferas) e dois relevo de anjos segurando cruzes, que ficavam dos dois lados do portão. De acordo com alguns testemunhos, havia no portão uma inscrição, similar à que estava na Porta Castello, que dizia: "QUI VULT SALVAM REMP. NOS SEQUATUR" ("quem quiser salvar a república, siga-nos"), um chamado dito pelos dois anjos.
Segundo um costume em prática desde pelo menos o século V, este portão era alugado a cidadãos romanos juntamente com a guarita anexa. Em 1673, o controle, que incluía a coleta dos pedágios, estava a cargo da família nobre romana dos Carpegna e, em 1750, dos Lambertini. Como ambas as famílias eram parentes de pontífices reinantes, é provável que o tráfego pelo portão fosse intenso, assegurando uma receita adequada aos beneficiários.
No começo do século XVIII, algumas gaiolas de ferro foram acrescentadas no sótão do portão para guardar a cabeça dos executados, segundo o secular costume de exibir os condenados. A primeira cabeça revelada na Porta Angélica, em 4 de julho de 1703, pertencia a um tal Mattia Troiani, um criado de um monsenhor da Cúria assassinado por ele.
Foi neste local que, em 30 de abril de 1849, aconteceu o primeiro ataque contra a República Romana, proclamada pelas tropas francesas do general Charles Oudinot e combatida pelas tropas de Giuseppe Garibaldi.
Foi demolida em 1888, juntamente com um grande trecho da muralha que ligava o local ao Castelo de Santo Ângelo, como parte das obras urbanísticas de modernização do rione Borgo.